# 法善寺 (藤沢市)

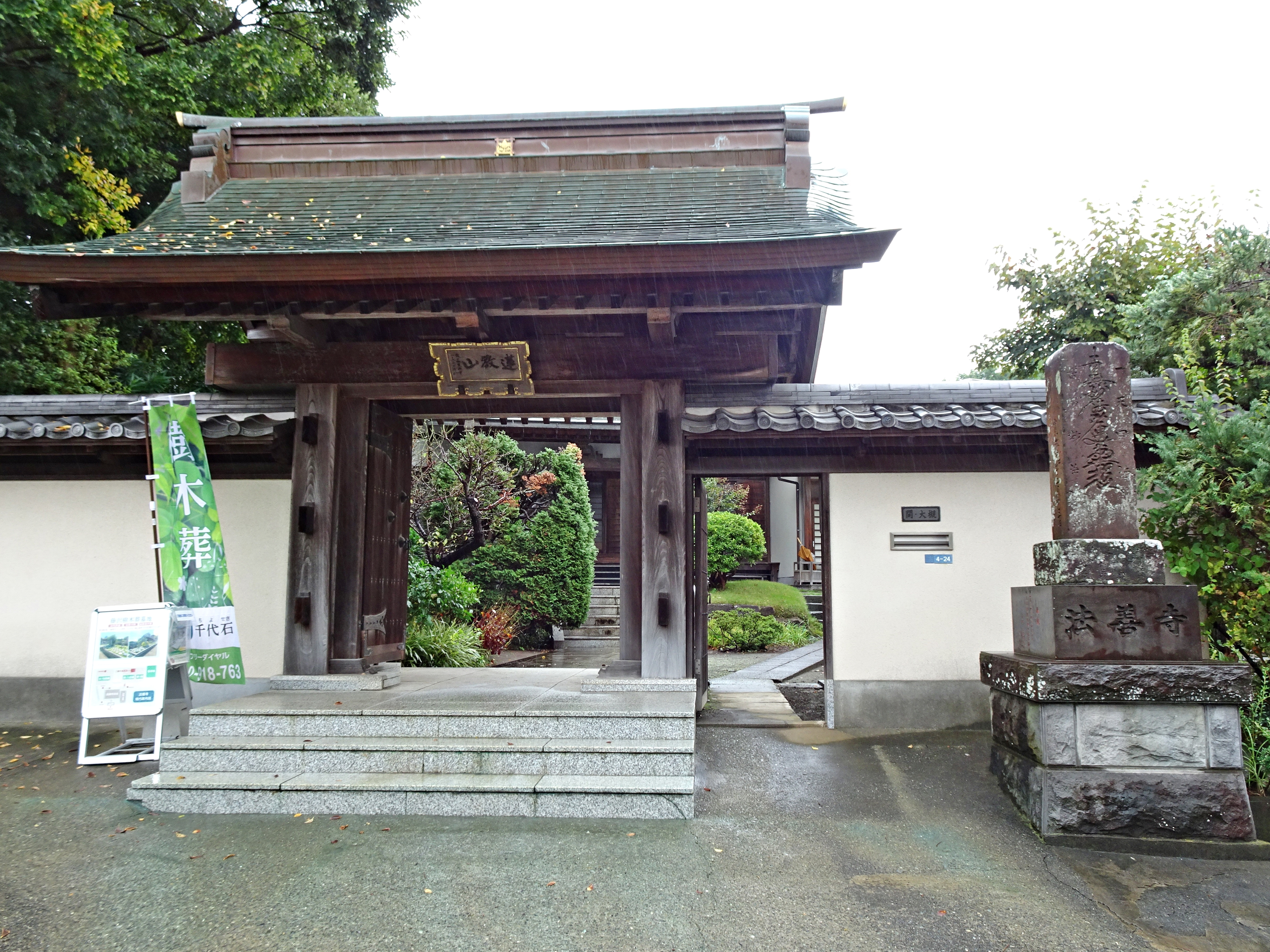
法善寺の山門

法善寺（ほうぜんじ）は、神奈川県藤沢市弥勒寺二丁目にある日蓮宗の寺院。山号は蓮教山。旧本山は松葉谷妙法寺、小西法縁。

## 歴史
北条時宗が開基し文永2年（1265年）に創建した。もとは、永谷山法泉寺という寺院であった。創建頃の宗旨は不明。永正5年（1508年）日勤が日蓮宗に改宗した。再び廃寺となっていたが、明暦3年（1657年）日善が再興した。

## 仏像
本尊は『藤沢-わがまちのあゆみ』では日蓮上人、『新編相模国風土記稿』では一塔両尊となっている。
- 日蓮聖人坐像 - 像高25.5センチメートル、寄木造り、玉眼、彩色、作者: 市太夫（日本橋大仏師）、元禄2年（1689年）[3]。
- 一塔両尊[3]。
- 四大菩薩[3]。
- 四大天王[3]。

## 所在地情報
所在地
神奈川県藤沢市弥勒寺二丁目4番24号
交通
- 鉄道
  - 藤沢駅（東日本旅客鉄道（JR東日本）・小田急電鉄・江ノ島電鉄（江ノ電））

- バス
  - 村岡東一（江ノ電バス）

## その他
- 藤沢市立村岡小学校がこの寺におかれていたことがある[4]。